# ماتئو پراتی
ماتئو پراتی (انگلیسی: Matteo Prati؛ زادهٔ ۲۸ دسامبر ۲۰۰۳) بازیکن فوتبال اهل ایتالیا است که در حال حاضر برای کالیاری در پست هافبک بازی می‌کند.
وی همچنین در تیم‌های ملی فوتبال زیر ۲۰ سال و زیر ۲۱ سال ایتالیا بازی کرده است.

## دوران باشگاهی
ماتئو پراتی نخستین بازی حرفه‌ای خود را در سطح بزرگسالان برای تیمی که در آن پرورش یافته بود، یعنی راونا، در سری سی در مارس ۲۰۲۱ انجام داد. پس از سقوط راونا به سری دی برای فصل ۲۲–۲۰۲۱، پراتی به یکی از بازیکنان ثابت ترکیب اصلی تیم تبدیل شد.
در ۲۷ ژوئیه ۲۰۲۲، پراتی با امضای قراردادی سه‌ساله (با گزینه تمدید برای یک سال دیگر) به اسپال در سری بی پیوست. او در ۳ سپتامبر ۲۰۲۲ نخستین بازی خود در سری بی را برای اسپال برابر باری انجام داد. عملکرد او مثبت بود، اما تیم در پایان فصل به دسته پایین‌تر سقوط کرد.
در ۱۷ اوت ۲۰۲۳، پراتی به‌طور رسمی با قراردادی پنج‌ساله به کالیاری از سری آ پیوست. مبلغ این انتقال پنج میلیون یورو (به‌علاوهٔ دو میلیون یورو پاداش) بود، که این قرارداد را به پرسودترین فروش تاریخ سری C تبدیل کرد. او در ۱۷ سپتامبر ۲۰۲۳ نخستین بازی خود در سری آ را در ترکیب اصلی کالیاری برابر اودینزه انجام داد.

## دوران ملی
در مه ۲۰۲۳، ماتئو پراتی در فهرست تیم زیر ۲۰ سال ایتالیا قرار گرفت که در جام جهانی زیر ۲۰ سال در آرژانتین شرکت کرد. در این رقابت‌ها، آتزورینی به مقام نایب‌قهرمانی رسیدند و در دیدار نهایی برابر اروگوئه شکست خوردند.
در ۸ سپتامبر ۲۰۲۳، او نخستین بازی خود را برای تیم زیر ۲۱ سال ایتالیا در چارچوب مقدماتی مسابقات قهرمانی زیر ۲۱ سال اروپا ۲۰۲۵ برابر لتونی انجام داد.